# 박우철 (1994년)
박우철(1994년 ~)은 대한민국의 가수다.

## 방송
- 스타 오디션 위대한 탄생 3 (2012) - Top8

## 음반
- '위대한 탄생 3' 위대한 캠프 Part.1 (2012)
- '위대한 탄생 3' 멘토 서바이벌 Part.3 (용감한 형제 편) (2013)
- '위대한 탄생 3' TOP 16 생방송 경연 (2013)
- '위대한 탄생 3' TOP 12 생방송 경연 (2013)
- 바다 (2021)